# Bayaning 3rd World
Pour plus de détails, voir Fiche technique et Distribution.
Bayaning 3rd World est un film philippin réalisé par Mike De Leon, sorti en 2000.

## Synopsis
Deux réalisateurs veulent faire un film sur le héros national José Rizal.

## Fiche technique
Sauf indication contraire, les informations mentionnées dans cette section peuvent être confirmées par la base de données cinématographiques IMDb,  présente dans la section « Liens externes ».
- Titre français : Bayaning 3rd World
- Réalisation : Mike De Leon
- Scénario : Clodualdo del Mundo Jr. et Mike De Leon
- Costumes : Mike Guison
- Photographie : Ding Achacoso
- Montage : Armando Jarlego
- Musique : Lorrie Ilustre
- Pays d'origine : Philippines
- Format : Noir et blanc - 35 mm - 1,85:1 - Stéréo
- Genre : Faux documentaire
- Durée : 93 minutes
- Date de sortie : 2000

## Distribution
- Ricky Davao : réalisateur 1
- Cris Villanueva : réalisateur 2
- Joel Torre : José Rizal
- Daria Ramirez : Doña Teodora
- Joonee Gamboa : Paciano
- Rio Locsin : Trining
- Cherry Pie Picache : Narcisa

## Distinctions
- Gawad Urian Awards 2000 : meilleur film, meilleure réalisation